# Liste der Bodendenkmäler in Neunburg vorm Wald
Auf dieser Seite sind die Bodendenkmäler in der Oberpfälzer Stadt Neunburg vorm Wald zusammengestellt. Diese Tabelle ist eine Teilliste der Liste der Bodendenkmäler in Bayern. Grundlage ist die Bayerische Denkmalliste, die auf Basis des Bayerischen Denkmalschutzgesetzes vom 1. Oktober 1973 erstmals erstellt wurde und seither durch das Bayerische Landesamt für Denkmalpflege geführt wird. Die folgenden Angaben ersetzen nicht die rechtsverbindliche Auskunft der Denkmalschutzbehörde.

## Bodendenkmäler der Gemeinde Neunburg vorm Wald

### Gemarkung Alletsried
| Lage                  | Objekt                                                                            | Akten-Nr.     | Bild |
| --------------------- | --------------------------------------------------------------------------------- | ------------- | ---- |
| Alletsried (Standort) | Mittelalterlicher Burgstall Bürgl.                                                | D-3-6640-0007 |      |
| Alletsried (Standort) | Siedlung vor- und frühgeschichtlicher Zeitstellung oder Wüstung des Mittelalters. | D-3-6640-0033 |      |

### Gemarkung Bach
| Lage                           | Objekt                               | Akten-Nr.     | Bild           |
| ------------------------------ | ------------------------------------ | ------------- | -------------- |
| Bach Dieterskirchen (Standort) | Mittelalterlicher Burgstall Warberg. | D-3-6640-0009 | weitere Bilder |

### Gemarkung Eixendorf
| Lage                 | Objekt                                                                                 | Akten-Nr.     | Bild |
| -------------------- | -------------------------------------------------------------------------------------- | ------------- | ---- |
| Eixendorf (Standort) | Bestattungsplatz vor- und frühgeschichtlicher oder frühmittelalterlicher Zeitstellung. | D-3-6640-0011 |      |
| Eixendorf (Standort) | Hochmittelalterliche Siedlungsbefunde.                                                 | D-3-6640-0012 |      |
| Eixendorf (Standort) | Wüstung Eixendorf (östlicher Teil).                                                    | D-3-6640-0082 |      |

### Gemarkung Fuhrn
| Lage             | Objekt | Akten-Nr.     | Bild |
| ---------------- | --- | ------------- | ---- |
| Fuhrn (Standort) | Mittelalterlicher Burgstall. | D-3-6639-0015 |      |
| Fuhrn (Standort) | Bestattungsplatz der späten Bronzezeit. | D-3-6639-0090 |      |
| Fuhrn (Standort) | Mesolithische Freilandstation, Siedlung der Urnenfelderzeit. | D-3-6639-0100 |      |
| Fuhrn (Standort) | Vorgeschichtliche Siedlung. | D-3-6639-0107 |      |
| Fuhrn (Standort) | Siedlung vor- und frühgeschichtlicher Zeitstellung. | D-3-6639-0108 |      |
| Fuhrn (Standort) | Vorgeschichtliche Siedlung. | D-3-6639-0116 |      |
| Fuhrn (Standort) | Siedlung der Urnenfelder- oder Hallstattzeit. | D-3-6639-0120 |      |
| Fuhrn (Standort) | Vorgeschichtliche Siedlung. | D-3-6639-0121 |      |
| Fuhrn (Standort) | Archäologische Befunde des Mittelalters und der frühen Neuzeit im Bereich der Katholischen Filialkirche St. Peter und Paul in Fuhrn, darunter die Spuren von Vorgängerbauten bzw. älterer Bauphasen. | D-3-6639-0127 |      |
| Fuhrn (Standort) | Archäologische Befunde der frühen Neuzeit im Bereich der Katholischen Expositurkirche St. Sebastian in Hofenstetten, darunter die Spuren von Vorgängerbauten bzw. älterer Bauphasen.                 | D-3-6639-0136 |      |
| Fuhrn (Standort) | Siedlungen vorgeschichtlicher und frühmittelalterlicher Zeitstellung. | D-3-6639-0180 |      |
| Fuhrn (Standort) | Vorgeschichtliche Siedlung. | D-3-6639-0183 |      |
| Fuhrn (Standort) | Siedlungen der Latènezeit und des Frühmittelalters. | D-3-6639-0184 |      |

### Gemarkung Katzdorf in Neunburg v. W.
| Lage                                  | Objekt | Akten-Nr.     | Bild |
| ------------------------------------- | --- | ------------- | ---- |
| Katzdorf in Neunburg v. W. (Standort) | Archäologische Befunde des Mittelalters und der frühen Neuzeit im Bereich des ehemaligen Schlosses von Katzdorf.                                                                                    | D-3-6640-0001 |      |
| Katzdorf in Neunburg v. W. (Standort) | Archäologische Befunde des Mittelalters und der frühen Neuzeit im Bereich der Katholischen Filialkirche Maria Dolorosa in Katzdorf, darunter die Spuren von Vorgängerbauten bzw. älteren Bauphasen. | D-3-6640-0002 |      |
| Katzdorf in Neunburg v. W. (Standort) | Mittelalterlicher Burgstall Altenschloss. | D-3-6640-0013 |      |

### Gemarkung Kemnath b.Fuhrn
| Lage                       | Objekt | Akten-Nr.     | Bild |
| -------------------------- | --- | ------------- | ---- |
| Kemnath b.Fuhrn (Standort) | Ein vorgeschichtlicher Grabhügel. | D-3-6639-0007 |      |
| Kemnath b.Fuhrn (Standort) | Siedlungen der Bronzezeit und der Urnenfelderzeit. | D-3-6639-0016 |      |
| Kemnath b.Fuhrn (Standort) | Wüstung des Hoch- und Spätmittelalters. | D-3-6639-0018 |      |
| Kemnath b.Fuhrn (Standort) | Mittelalterlicher Burgstall Hahnenburg. | D-3-6639-0019 |      |
| Kemnath b.Fuhrn (Standort) | Vorgeschichtliche Siedlung. | D-3-6639-0036 |      |
| Kemnath b.Fuhrn (Standort) | Vorgeschichtliche Siedlung. | D-3-6639-0037 |      |
| Kemnath b.Fuhrn (Standort) | Siedlung vor- und frühgeschichtlicher Zeitstellung. | D-3-6639-0046 |      |
| Kemnath b.Fuhrn (Standort) | Ein vorgeschichtlicher Grabhügel. | D-3-6639-0088 |      |
| Kemnath b.Fuhrn (Standort) | Archäologische Befunde des Mittelalters und der frühen Neuzeit im Bereich der Katholischen Filialkirche Unsere Liebe Frau in Mitterauerbach, darunter die Spuren von Vorgängerbauten bzw. älterer Bauphasen. | D-3-6639-0103 |      |
| Kemnath b.Fuhrn (Standort) | Siedlungen der frühen Bronzezeit und der karolingisch-ottonischen Zeit, mittelalterliche Wüstung Alte Kemnath.                                                                                               | D-3-6639-0117 |      |
| Kemnath b.Fuhrn (Standort) | Archäologische Befunde des mittelalterlichen und frühneuzeitlichen Adelssitzes und Landsassengutes Krandorf.                                                                                                 | D-3-6639-0130 |      |
| Kemnath b.Fuhrn (Standort) | Archäologische Befunde des Mittelalters und der frühen Neuzeit im Bereich der Katholischen Expositurkirche St. Ulrich in Kemnath b. Fuhrn, darunter die Spuren von Vorgängerbauten bzw. älterer Bauphasen.   | D-3-6639-0134 |      |
| Kemnath b.Fuhrn (Standort) | Archäologische Befunde der frühen Neuzeit im Bereich der Wallfahrtskirche St. Maria und Johannes von Nepomuk am Büchlberg.                                                                                   | D-3-6639-0135 |      |
| Kemnath b.Fuhrn (Standort) | Siedlungen der Mittel- und Spätbronzezeit, der Urnenfelderzeit sowie der frühen und späten Latènezeit. | D-3-6639-0181 |      |
| Kemnath b.Fuhrn (Standort) | Vorgeschichtliche Siedlung. | D-3-6639-0191 |      |

### Gemarkung Kröblitz
| Lage                | Objekt | Akten-Nr.     | Bild |
| ------------------- | --- | ------------- | ---- |
| Kröblitz (Standort) | Endpaläolithische und mesolithische Freilandstation, vorgeschichtliche Siedlung.                                                              | D-3-6640-0014 |      |
| Kröblitz (Standort) | Endpaläolithische und mesolithische Freilandstation, bronzezeitliche Siedlung.                                                                | D-3-6640-0045 |      |
| Kröblitz (Standort) | Archäologische Befunde und Funde im Bereich des ehemaligen Schlosses und Landsassensitzes in Kröblitz, zuvor mittelalterliche Niederungsburg. | D-3-6640-0085 |      |

### Gemarkung Lengfeld
| Lage                | Objekt                    | Akten-Nr.     | Bild |
| ------------------- | ------------------------- | ------------- | ---- |
| Lengfeld (Standort) | Mittelalterliche Wüstung. | D-3-6639-0021 |      |

### Gemarkung Meißenberg
| Lage                  | Objekt                      | Akten-Nr.     | Bild |
| --------------------- | --------------------------- | ------------- | ---- |
| Meißenberg (Standort) | Mittelalterlicher Erdstall. | D-3-6640-0015 |      |
| Meißenberg (Standort) | Mittelalterlicher Erdstall. | D-3-6640-0018 |      |

### Gemarkung Mitteraschau
| Lage                    | Objekt | Akten-Nr.     | Bild |
| ----------------------- | --- | ------------- | ---- |
| Mitteraschau (Standort) | Archäologische Befunde des Mittelalters und der frühen Neuzeit im Bereich des ehemaligen Schlosses von Pettendorf.                          | D-3-6640-0003 |      |
| Mitteraschau (Standort) | Mesolithische Freilandstation. | D-3-6640-0016 |      |
| Mitteraschau (Standort) | Mesolithische Freilandstation, Siedlung der Frühlatènezeit.                                                                                 | D-3-6640-0017 |      |
| Mitteraschau (Standort) | Mesolithische Freilandstation, vorgeschichtliche Siedlung.                                                                                  | D-3-6640-0042 |      |
| Mitteraschau (Standort) | Endpaläolithische und mesolithische Freilandstation, vorgeschichtliche Siedlung, karolingisch-ottonische Wüstung.                           | D-3-6640-0047 |      |
| Mitteraschau (Standort) | Archäologische Befunde des Mittelalters und der frühen Neuzeit im Bereich der Katholischen Filialkirche St. Johann Baptist in Mitteraschau. | D-3-6640-0087 |      |
| Mitteraschau (Standort) | Hochmittelalterliche Wüstung. | D-3-6640-0091 |      |

### Gemarkung Neunburg vorm Wald
| Lage                          | Objekt | Akten-Nr.     | Bild |
| ----------------------------- | --- | ------------- | ---- |
| Neunburg vorm Wald (Standort) | Archäologische Befunde des Mittelalters und der frühen Neuzeit im historischen Stadtkern von Neunburg vorm Wald. | D-3-6640-0019 |      |
| Neunburg vorm Wald (Standort) | Mesolithische Freilandstation. | D-3-6640-0048 |      |
| Neunburg vorm Wald (Standort) | Archäologische Befunde der mittelalterlichen Burg und der frühneuzeitlichen Schlosses von Neunburg vorm Wald. | D-3-6640-0057 |      |
| Neunburg vorm Wald (Standort) | Archäologische Befunde des Mittelalters und der frühen Neuzeit im Bereich der Katholischen Pfarrkirche St. Joseph in Neunburg vorm Wald, darunter die Spuren von Vorgängerbauten bzw. älterer Bauphasen.                                                                                            | D-3-6640-0058 |      |
| Neunburg vorm Wald (Standort) | Archäologische Befunde des Mittelalters und der frühen Neuzeit im Bereich der Spitalkirche Hl. Geist in Neunburg vorm Wald. | D-3-6640-0059 |      |
| Neunburg vorm Wald (Standort) | Archäologische Befunde und Funde im Bereich der Katholischen Nebenkirche St. Jakob in Neunburg vorm Wald. | D-3-6640-0060 |      |
| Neunburg vorm Wald (Standort) | Archäologische Befunde im Bereich der östlichen Stadtbefestigung von Neunburg vorm Wald, darunter untertägige Teile der teils bestehenden Stadtmauer mit Zwingermauer, mehreren Türmen und dem abgegangenen Oberen Tor sowie der vorgelagerte Stadtgraben mit Außenwall und verebneter Nordbastion. | D-3-6640-0063 |      |
| Neunburg vorm Wald (Standort) | Archäologische Befunde im Bereich der südlichen Stadtbefestigung von Neunburg vorm Wald, darunter untertägige Teile der teils bestehenden Stadtmauer mit Zwingermauer und mehreren Türmen. | D-3-6640-0064 |      |
| Neunburg vorm Wald (Standort) | Archäologische Befunde im Bereich der nördlichen Stadtbefestigung von Neunburg vorm Wald, darunter untertägige Teile der teils bestehenden Stadtmauer mit Zwingermauer, mehreren Türmen und dem abgegangenen Wassertor.                                                                             | D-3-6640-0065 |      |
| Neunburg vorm Wald (Standort) | Archäologische Befunde der frühen Neuzeit im Bereich des ehemaligen Franziskanerklosters mit der profanierten Klosterkirche in Neunburg v. Wald. | D-3-6640-0066 |      |
| Neunburg vorm Wald (Standort) | Mittelalterlicher Erdstall. | D-3-6640-0067 |      |
| Neunburg vorm Wald (Standort) | Archäologische Befunde der frühen Neuzeit im Bereich der Friedhofkirche St. Otto in Neunburg vorm Wald, darunter die Spuren von Vorgängerbauten bzw. älterer Bauphasen. | D-3-6640-0151 |      |

### Gemarkung Penting
| Lage               | Objekt | Akten-Nr.     | Bild |
| ------------------ | --- | ------------- | ---- |
| Penting (Standort) | Mittelalterlicher Erdstall. | D-3-6640-0023 |      |
| Penting (Standort) | Archäologische Befunde des Mittelalters und der frühen Neuzeit im Bereich der Katholischen Pfarrkirche St. Nikolaus in Penting, darunter die Spuren von Vorgängerbauten bzw. älterer Bauphasen. | D-3-6640-0068 |      |
| Penting (Standort) | Mittelalterlicher Erdstall. | D-3-6640-0069 |      |

### Gemarkung Seebarn
| Lage               | Objekt | Akten-Nr.     | Bild                       |
| ------------------ | --- | ------------- | -------------------------- |
| Seebarn (Standort) | Archäologische Befunde des Mittelalters und der frühen Neuzeit im Bereich der Katholischen Wallfahrtskirche St. Leonhard in Seebarn, darunter die Spuren von Vorgängerbauten bzw. älterer Bauphasen.                                                            | D-3-6640-0076 |                            |
| Seebarn (Standort) | Archäologische Befunde des Mittelalters und der frühen Neuzeit im Bereich der Katholischen Pfarrkirche Mariä Himmelfahrt in Seebarn, darunter die Spuren von Vorgängerbauten bzw. älterer Bauphasen der Kirche sowie abgegangener Teile der Kirchenbefestigung. | D-3-6640-0111 | Bodendenkmal D-3-6640-0111 |

### Gemarkung Thann
| Lage             | Objekt                                                                                  | Akten-Nr.     | Bild |
| ---------------- | --------------------------------------------------------------------------------------- | ------------- | ---- |
| Thann (Standort) | Untertägige Befunde des abgebrochenen Schlosses von Thann, zuvor mittelalterliche Burg. | D-3-6640-0032 |      |